# 江南高等学堂
江南高等学堂（1902年—1911年）是清朝末年在江宁（今江苏省南京市）开办的地方官办高等学堂。1901年，清政府下兴学诏，将所有书院改设学堂。1902年四月，翰林院编修、江宁钟山书院山长缪荃孙将钟山书院改为江南高等学堂，校址位于延龄巷门帘桥（又名钱厂街）。江南高等学堂设本科和预科，都是三年毕业。1910年时学堂有在校生221人，其中本科5班142人、预科2班79人。学堂先后以缪荃孙、蒋季和为监督（即校长）。学生中的知名人物有化学家周仁、物理学家张贻惠、语言学家赵元任、社会活动家张君劢、银行家谈荔孙等人。1911年辛亥革命时停办。1912年在学堂旧址设立江苏省立第四师范学校，1927年改为江苏省立南京中学。
江南高等实业学堂的前身曾短期（1898年—1899年）使用过江南高等学堂的名称。1898年光绪帝下诏变法维新后，两江总督刘坤一于十月奏请将储才学堂改为江南高等学堂。不久变法失败、旧制恢复，1899年夏江南高等学堂取消。